# Sîtnîțea, Manevîci
Sîtnîțea (în ucraineană Ситниця) este un sat în comuna Starosillea din raionul Manevîci, regiunea Volînia, Ucraina.

## Demografie
Componența lingvistică a localității Sîtnîțea
     Ucraineană (99,67%)
     Alte limbi (0,34%)
Conform recensământului din 2001, majoritatea populației localității Sîtnîțea era vorbitoare de ucraineană (99,67%), existând în minoritate și vorbitori de alte limbi.